# El Ojital, Puebla
El Ojital är en ort i Mexiko.   Den ligger i kommunen Francisco Z. Mena och delstaten Puebla, i den sydöstra delen av landet, 200 km nordost om huvudstaden Mexico City. El Ojital ligger 257 meter över havet och antalet invånare är 220.
Terrängen runt El Ojital är lite kuperad. Runt El Ojital är det ganska tätbefolkat, med 56 invånare per kvadratkilometer. Närmaste större samhälle är Metlaltoyuca, 3,5 km väster om El Ojital. Omgivningarna runt El Ojital är en mosaik av jordbruksmark och naturlig växtlighet.